# Minoru Yamasaki
Minoru Yamasaki 山崎 實

Rođen 1. prosinca 1912. godine
Seattle, Washington, Sjedinjene Američke Države.
Umro 6. veljače 1986. (u dobi od 73 godine), Detroit, Michigan, Sjedinjene Američke Države
Državljanstvo: Američko
Sveučilište Alma mater u Washingtonu, Sveučilište New York
Zanimanje: Arhitekt
Supružnici: Teruko Hirashiki
Djeca: 3
Projekti Federalne rezerve banke Richmonda, Torre Picasso, Rainier Tower, zgrada IBM-a, Svjetski trgovinski centar, Pruitt-Igoe
Dizajn Inspiracija gotičkom arhitekturom i uporabom uskih okomitih prozora
Minoru Yamasaki (山崎 實 Yamasaki Minoru, 1. prosinca 1912. – 6. veljače 1986.) bio je američki arhitekt, najpoznatiji po dizajniranju izvornog Svjetskog trgovačkog centra u New Yorku i nekoliko drugih velikih projekata. Yamasaki je bio jedan od najistaknutijih arhitekata 20. stoljeća. On i njegov kolega arhitekt Edward Durell Stone uglavnom se smatraju dvojicom majstora prakse "Novog formalizma"